# Conseil régional de Bretagne
Mandature 2021-2028
Hôtel de Courcy
Le conseil régional de Bretagne est l'assemblée délibérante de la région française de Bretagne. Le conseil régional est composé de 83 conseillers régionaux élus pour 6 ans et est présidé par le socialiste Loïg Chesnais-Girard.
Les assemblées plénières se tiennent à Rennes, sur le site de l’hôtel de Courcy à proximité du centre-ville, voisin de l'hôtel de la préfecture de région, tandis que l'essentiel des services administratifs sont réunis sur le site Patton, dans le quartier du même nom dans le nord de la ville.

## Historique
Comme toutes les régions administratives de France, la région Bretagne est née dans la seconde moitié du XXe siècle. Un décret du 30 juin 1941 rédigé par Philippe Pétain et publié le 1er juillet 1941 dans le Journal officiel de l'État français pendant la Seconde Guerre mondiale, sous l'occupation allemande, crée la Région de Rennes, constituée par les départements des Côtes-du-Nord, du Finistère, d'Ille-et-Vilaine et du Morbihan. Cette région est supprimée à la Libération. Par la suite, un arrêté ministériel du 28 novembre 1956 signé sous la Quatrième République, a explicité le cadre des « programmes d'action régionale » introduits par un décret du 30 juin 1955. Ce décret crée une région appelée « Bretagne » et qui reprend les mêmes limites que la Région de Rennes de 1941. Elle correspond à 80 % de la superficie de la Bretagne historique, amputée de l'actuelle Loire-Atlantique. Ces limites sont restées stables au cours des évolutions du statut de ces circonscriptions.
En 2004, le Conseil régional de Bretagne vote la création d’un Conseil régional des jeunes (CRJ). Il s’agit de jeunes élus ayant entre 14 et 18 ans représentants leurs territoires lors des décisions les concernant.

## Conseil régional actuel

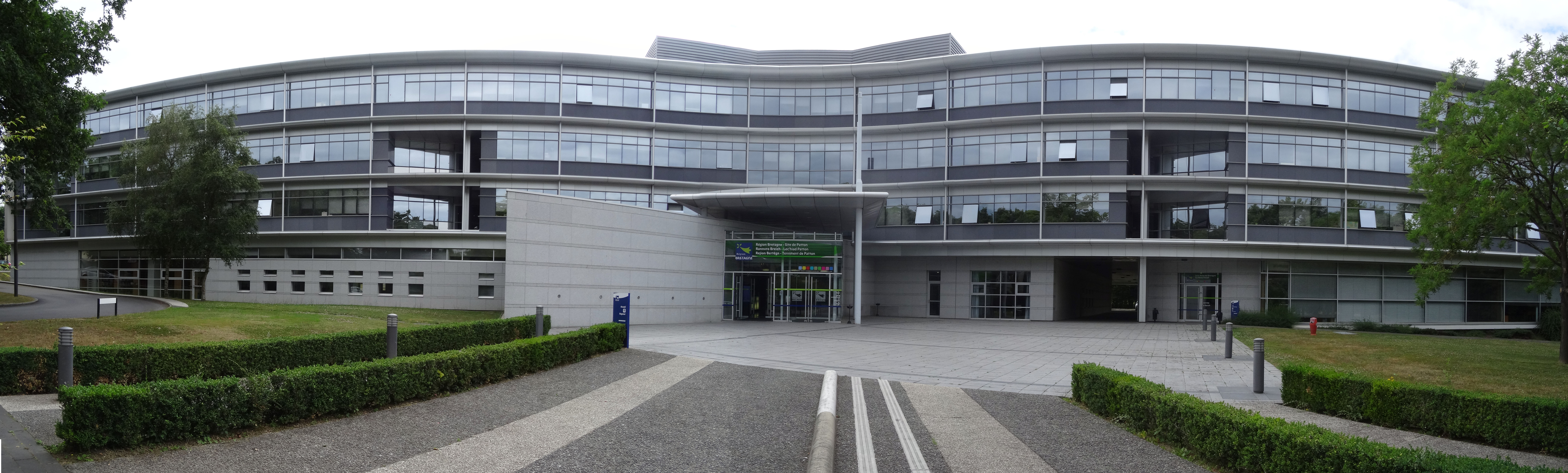
Le site de Patton qui regroupe les bureaux du Président et des vice-présidents, ainsi que les services supports de la Région Bretagne.

Le 25 septembre 2017, le groupe des Socialistes et apparentés du conseil région de Bretagne annonce la nomination de Loïg Chesnais-Girard à la tête du groupe et un changement de nom pour devenir l'Alliance progressiste des socialistes et démocrates de Bretagne. Elle rassemble les partis politiques de gauche, centre gauche et centre La République en marche (LREM), le Parti socialiste (PS) et Bretagne Écologie (BÉ).
En octobre 2020, Loïg Chesnais-Girard, président sortant du conseil régional de Bretagne, est désigné par le Parti socialiste comme candidat à sa réélection. Peu après, le Parti radical de gauche annonce le soutenir pour l'élection à venir.
En mars 2021, les adhérents de Bretagne du Parti communiste français ont voté à 75 % en faveur « d’un rassemblement sur une liste commune avec le PS et d’autres organisations de gauche, menée par Loïg Chesnais-Girard ». 11 % ont voté en faveur d'une liste PCF autonome et 10 % seulement en faveur d'une alliance avec la France Insoumise.

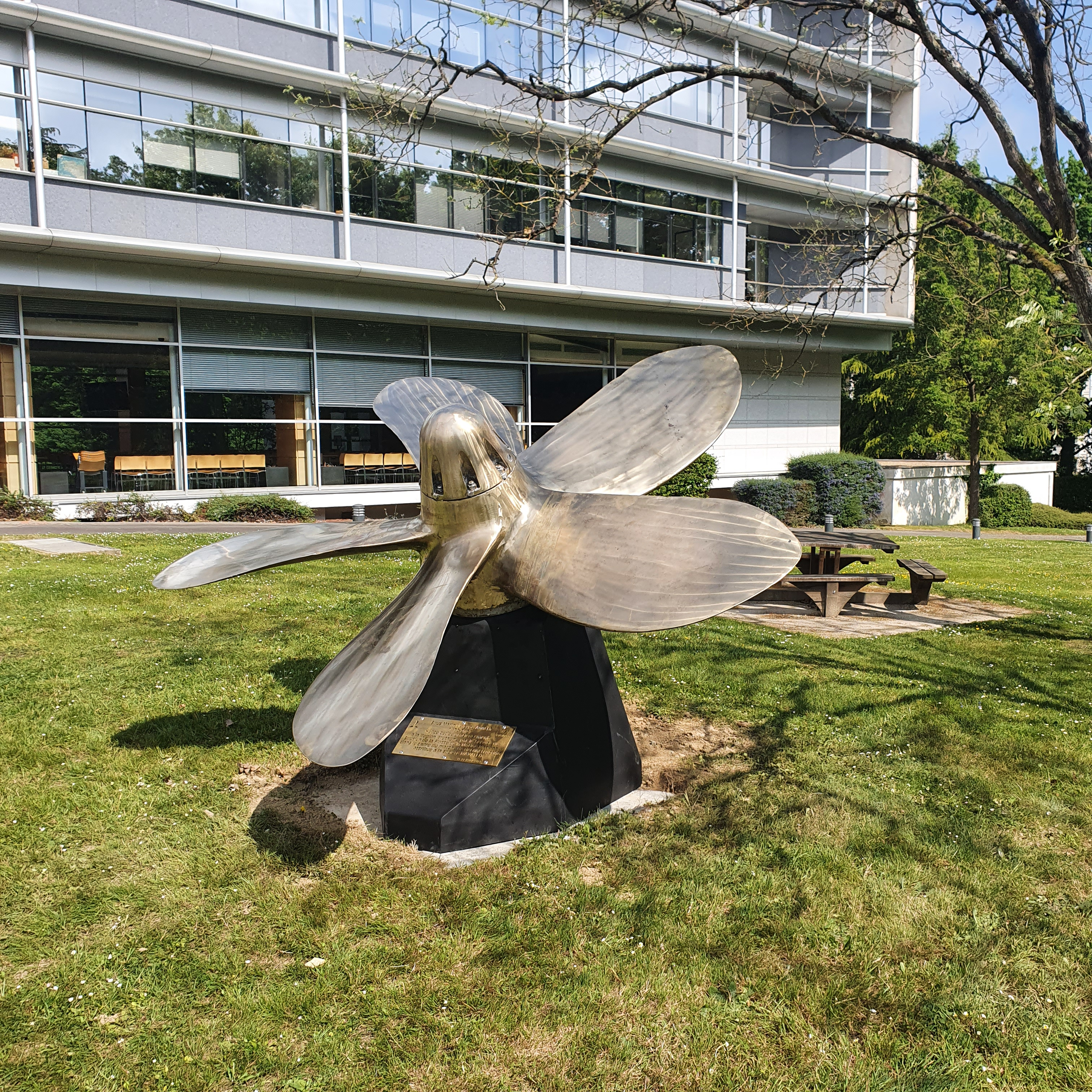
Hélice de propulsion du sous-marin Agosta, devant le conseil régional à Rennes.

Fin avril 2021, Cap Écologie annonce son soutien à la liste de Loïg Chesnais-Girard, suivi par le Mouvement radical le 28 avril et Allons Enfants le 3 mai.
En situation de majorité relative lors de sa réélection en 2021, Loïg Chesnais-Girard parvient à obtenir une majorité absolue en septembre 2024 après le départ de trois élus du groupe « Nous la Bretagne - Ni Breizhiz » qui forment le groupe « Bretagne centre gauche » et rallient la majorité régionale.

### Composition de l'assemblée
| Président du Conseil régional de Bretagne |       |       |      |                                                                                    |                                 |
| Loïg Chesnais-Girard (PS)                 |       |       |      |                                                                                    |                                 |
| Parti                                     | Sigle | Sigle | Élus | Groupe                                                                             | Président(s)/Co-président(s)    |
| Majorité (45 sièges)                      |       |       |      |                                                                                    |                                 |
| Parti socialiste                          |       | PS    | 15   | Bretagne démocrate sociale et écologiste                                           | Fanny Chappé et Olivier Le Bras |
| Divers gauche                             |       | DVG   | 11   | Bretagne démocrate sociale et écologiste                                           | Fanny Chappé et Olivier Le Bras |
| Parti radical de gauche                   |       | PRG   | 1    | Bretagne démocrate sociale et écologiste                                           | Fanny Chappé et Olivier Le Bras |
| Les Écologistes                           |       | LÉ    | 1    | Bretagne démocrate sociale et écologiste                                           | Fanny Chappé et Olivier Le Bras |
| Bretagne Écologie                         |       | BÉ    | 1    | Bretagne démocrate sociale et écologiste                                           | Fanny Chappé et Olivier Le Bras |
| Divers centre                             |       | DVC   | 1    | Bretagne démocrate sociale et écologiste                                           | Fanny Chappé et Olivier Le Bras |
| Divers écologistes                        |       | ÉCO   | 5    | Bretagne ma vie                                                                    | Daniel Cueff                    |
| Parti communiste français                 |       | PCF   | 4    | Communistes et Progressistes                                                       | Delphine Alexandre              |
| Pour la Bretagne !                        |       | PLB   | 1    | Autonomie et Régionalisme                                                          | Paul Molac                      |
| Divers régionaliste                       |       | REG   | 1    | Autonomie et Régionalisme                                                          | Paul Molac                      |
| Divers gauche                             |       | DVG   | 1    | Autonomie et Régionalisme                                                          | Paul Molac                      |
| Territoires de progrès                    |       | TdP   | 3    | Bretagne centre gauche                                                             | Raymond Le Brazidec             |
| Opposition (38 sièges)                    |       |       |      |                                                                                    |                                 |
| Les Républicains                          |       | LR    | 10   | Hissons haut la Bretagne - Droite, Centre et Régionalistes                         | Isabelle Le Callennec           |
| Divers droite                             |       | DVD   | 3    | Hissons haut la Bretagne - Droite, Centre et Régionalistes                         | Isabelle Le Callennec           |
| Union des démocrates et indépendants      |       | UDI   | 1    | Hissons haut la Bretagne - Droite, Centre et Régionalistes                         | Isabelle Le Callennec           |
| Renaissance                               |       | RE    | 1    | Nous la Bretagne - Ni Breizhiz, Centristes, Démocrates, Progressistes et Européens | Bernard Marboeuf                |
| Mouvement démocrate                       |       | MoDem | 1    | Nous la Bretagne - Ni Breizhiz, Centristes, Démocrates, Progressistes et Européens | Bernard Marboeuf                |
| Union des démocrates et indépendants      |       | UDI   | 1    | Nous la Bretagne - Ni Breizhiz, Centristes, Démocrates, Progressistes et Européens | Bernard Marboeuf                |
| Horizons                                  |       | HOR   | 1    | Nous la Bretagne - Ni Breizhiz, Centristes, Démocrates, Progressistes et Européens | Bernard Marboeuf                |
| Divers régionaliste                       |       | REG   | 1    | Nous la Bretagne - Ni Breizhiz, Centristes, Démocrates, Progressistes et Européens | Bernard Marboeuf                |
| Divers droite                             |       | DVD   | 1    | Nous la Bretagne - Ni Breizhiz, Centristes, Démocrates, Progressistes et Européens | Bernard Marboeuf                |
| Rassemblement national                    |       | RN    | 7    | Rassemblement National                                                             | Gilles Pennelle                 |
| Divers extrême droite                     |       | EXD   | 1    | Rassemblement National                                                             | Gilles Pennelle                 |
| Les Écologistes                           |       | LÉ    | 3    | Les Écologistes de Bretagne - Ekologourien Breizh                                  | Claire Desmares                 |
| Union démocratique bretonne               |       | UDB   | 4    | Breizh a-gleiz - Autonomie, Écologie et Territoires                                | Aziliz Gouez et Nil Caouissin   |
| Les Écologistes                           |       | LÉ    | 1    | Breizh a-gleiz - Autonomie, Écologie et Territoires                                | Aziliz Gouez et Nil Caouissin   |
| Ensemble en Bretagne                      |       | EB    | 2    | Breizh a-gleiz - Autonomie, Écologie et Territoires                                | Aziliz Gouez et Nil Caouissin   |

#### Liste des conseillers régionaux
| Département     | Groupe                                                                             | Nom                        | Parti | Parti  |
| --------------- | ---------------------------------------------------------------------------------- | -------------------------- | ----- | ------ |
| Côtes-d'Armor   | Breizh a-gleiz - Autonomie, Écologie et Territoires                                | Valérie Tabart             |       | EB     |
| Côtes-d'Armor   | Breizh a-gleiz - Autonomie, Écologie et Territoires                                | Nil Caouissin              |       | UDB    |
| Côtes-d'Armor   | Communistes et Progressistes                                                       | Gaby Cadiou                |       | PCF    |
| Côtes-d'Armor   | Bretagne démocrate sociale et écologiste                                           | Gaëlle Nique               |       | PS     |
| Côtes-d'Armor   | Bretagne démocrate sociale et écologiste                                           | Philippe Hercouët          |       | PS     |
| Côtes-d'Armor   | Bretagne démocrate sociale et écologiste                                           | Fanny Chappé               |       | PS     |
| Côtes-d'Armor   | Bretagne ma vie                                                                    | Arnaud Toudic              |       | ÉCO    |
| Côtes-d'Armor   | Bretagne démocrate sociale et écologiste                                           | Guillaume Robic            |       | DVG    |
| Côtes-d'Armor   | Bretagne démocrate sociale et écologiste                                           | Adeline Yon-Berthelot      |       | DVG    |
| Côtes-d'Armor   | Bretagne démocrate sociale et écologiste                                           | Arnaud Lécuyer             |       | PS     |
| Côtes-d'Armor   | Bretagne centre gauche                                                             | Olivier Allain             |       | RE-TdP |
| Côtes-d'Armor   | Nous la Bretagne - Ni Breizhiz, Centristes, Démocrates, Progressistes et Européens | Stéphanie Stoll            |       | REG    |
| Côtes-d'Armor   | Hissons haut la Bretagne - Droite, Centre et Régionalistes                         | Marc Le Fur                |       | LR     |
| Côtes-d'Armor   | Hissons haut la Bretagne - Droite, Centre et Régionalistes                         | Stéphane de Sallier Dupin  |       | LR     |
| Côtes-d'Armor   | Hissons haut la Bretagne - Droite, Centre et Régionalistes                         | Véronique Méheust          |       | LR     |
| Côtes-d'Armor   | Rassemblement National                                                             | Gérard de Mellon           |       | RN     |
| Côtes-d'Armor   | Rassemblement National                                                             | Astrid Prunier             |       | RN     |
| Finistère       | Les Écologistes de Bretagne - Ekologourien Breizh                                  | Julie Dupuy                |       | LÉ     |
| Finistère       | Bretagne démocrate sociale et écologiste                                           | Ronan Pichon               |       | LÉ     |
| Finistère       | Breizh a-gleiz - Autonomie, Écologie et Territoires                                | Christine Prigent          |       | LÉ     |
| Finistère       | Breizh a-gleiz - Autonomie, Écologie et Territoires                                | Christian Guyonvarc'h      |       | UDB    |
| Finistère       | Bretagne démocrate sociale et écologiste                                           | Gaël Le Meur               |       | PS     |
| Finistère       | Bretagne démocrate sociale et écologiste                                           | Laurence Fortin            |       | DVC    |
| Finistère       | Bretagne démocrate sociale et écologiste                                           | Forough Dadkhah            |       | PS     |
| Finistère       | Bretagne démocrate sociale et écologiste                                           | Olivier Le Bras            |       | DVG    |
| Finistère       | Bretagne démocrate sociale et écologiste                                           | Michaël Quernez            |       | PS     |
| Finistère       | Bretagne ma vie                                                                    | Régine Roué                |       | ÉCO    |
| Finistère       | Bretagne démocrate sociale et écologiste                                           | Loïc Hénaff                |       | DVG    |
| Finistère       | Autonomie et Régionalisme                                                          | Christian Troadec          |       | PLB    |
| Finistère       | Bretagne démocrate sociale et écologiste                                           | Émilie Kuchel              |       | PS     |
| Finistère       | Bretagne démocrate sociale et écologiste                                           | Fortuné Pellicano          |       | PRG    |
| Finistère       | Bretagne ma vie                                                                    | Denis Palluel              |       | ÉCO    |
| Finistère       | Communistes et Progressistes                                                       | Gladys Grelaud             |       | PCF    |
| Finistère       | Nous la Bretagne - Ni Breizhiz, Centristes, Démocrates, Progressistes et Européens | Tristan Bréhier            |       | RE     |
| Finistère       | Nous la Bretagne - Ni Breizhiz, Centristes, Démocrates, Progressistes et Européens | Alexandra Guilloré         |       | HOR    |
| Finistère       | Hissons haut la Bretagne - Droite, Centre et Régionalistes                         | Gaëlle Nicolas             |       | LR     |
| Finistère       | Hissons haut la Bretagne - Droite, Centre et Régionalistes                         | Yvan Moullec               |       | UDI    |
| Finistère       | Hissons haut la Bretagne - Droite, Centre et Régionalistes                         | Agnès Le Brun              |       | DVD    |
| Finistère       | Hissons haut la Bretagne - Droite, Centre et Régionalistes                         | Stéphane Roudaut           |       | DVD    |
| Finistère       | Rassemblement National                                                             | Patrick Le Fur             |       | RN     |
| Finistère       | Rassemblement National                                                             | Renée Thomaïdis            |       | RN     |
| Ille-et-Vilaine | Les Écologistes de Bretagne - Ekologourien Breizh                                  | Claire Desmares            |       | LÉ     |
| Ille-et-Vilaine | Les Écologistes de Bretagne - Ekologourien Breizh                                  | Loïc Le Hir                |       | LÉ     |
| Ille-et-Vilaine | Bretagne démocrate sociale et écologiste                                           | Goulven Oillic             |       | BÉ     |
| Ille-et-Vilaine | Breizh a-gleiz - Autonomie, Écologie et Territoires                                | Ana Sohier                 |       | UDB    |
| Ille-et-Vilaine | Bretagne démocrate sociale et écologiste                                           | Loïg Chesnais-Girard       |       | PS     |
| Ille-et-Vilaine | Bretagne ma vie                                                                    | Daniel Cueff               |       | ÉCO    |
| Ille-et-Vilaine | Bretagne démocrate sociale et écologiste                                           | Claudia Rouaux             |       | PS     |
| Ille-et-Vilaine | Bretagne démocrate sociale et écologiste                                           | André Crocq                |       | DVG    |
| Ille-et-Vilaine | Bretagne démocrate sociale et écologiste                                           | Isabelle Pellerin          |       | PS     |
| Ille-et-Vilaine | Bretagne démocrate sociale et écologiste                                           | Carole Le Béchec           |       | DVG    |
| Ille-et-Vilaine | Bretagne démocrate sociale et écologiste                                           | Olivier David              |       | DVG    |
| Ille-et-Vilaine | Communistes et Progressistes                                                       | Katja Krüger               |       | PCF    |
| Ille-et-Vilaine | Bretagne démocrate sociale et écologiste                                           | Béatrice Macé              |       | DVG    |
| Ille-et-Vilaine | Bretagne démocrate sociale et écologiste                                           | Jérôme Tré-Hardy           |       | DVG    |
| Ille-et-Vilaine | Bretagne démocrate sociale et écologiste                                           | Stéphane Perrin-Sarzier    |       | DVG    |
| Ille-et-Vilaine | Nous la Bretagne - Ni Breizhiz, Centristes, Démocrates, Progressistes et Européens | Marie-Pierre Vedrenne      |       | MoDem  |
| Ille-et-Vilaine | Bretagne centre gauche                                                             | Anne Patault               |       | RE-TdP |
| Ille-et-Vilaine | Nous la Bretagne - Ni Breizhiz, Centristes, Démocrates, Progressistes et Européens | Bernard Marboeuf           |       | UDI    |
| Ille-et-Vilaine | Hissons haut la Bretagne - Droite, Centre et Régionalistes                         | Isabelle Le Callennec      |       | LR     |
| Ille-et-Vilaine | Hissons haut la Bretagne - Droite, Centre et Régionalistes                         | Nicolas Belloir            |       | LR     |
| Ille-et-Vilaine | Hissons haut la Bretagne - Droite, Centre et Régionalistes                         | Mélina Parmentier          |       | LR     |
| Ille-et-Vilaine | Hissons haut la Bretagne - Droite, Centre et Régionalistes                         | Maxime Gallier             |       | LR     |
| Ille-et-Vilaine | Rassemblement National                                                             | Gilles Pennelle            |       | RN     |
| Ille-et-Vilaine | Rassemblement National                                                             | Virginie d'Orsanne         |       | RN     |
| Morbihan        | Breizh a-gleiz - Autonomie, Écologie et Territoires                                | Aziliz Gouez               |       | EB     |
| Morbihan        | Breizh a-gleiz - Autonomie, Écologie et Territoires                                | Gael Briand                |       | UDB    |
| Morbihan        | Autonomie et Régionalisme                                                          | Paul Molac                 |       | REG    |
| Morbihan        | Bretagne démocrate sociale et écologiste                                           | Anne Gallo-Kerleau         |       | DVG    |
| Morbihan        | Autonomie et Régionalisme                                                          | Kaourintine Hulaud         |       | DVG    |
| Morbihan        | Bretagne démocrate sociale et écologiste                                           | Pierre Pouliquen           |       | PS     |
| Morbihan        | Bretagne démocrate sociale et écologiste                                           | Élisabeth Jouneaux-Pedrono |       | PS     |
| Morbihan        | Bretagne ma vie                                                                    | Benjamin Flohic            |       | ÉCO    |
| Morbihan        | Communistes et Progressistes                                                       | Delphine Alexandre         |       | PCF    |
| Morbihan        | Bretagne démocrate sociale et écologiste                                           | Simon Uzenat               |       | PS     |
| Morbihan        | Bretagne démocrate sociale et écologiste                                           | Gaëlle Le Stradic          |       | PS     |
| Morbihan        | Nous la Bretagne - Ni Breizhiz, Centristes, Démocrates, Progressistes et Européens | Anne Le Hénanff            |       | HOR    |
| Morbihan        | Nous la Bretagne - Ni Breizhiz, Centristes, Démocrates, Progressistes et Européens | Yves Bleunven              |       | DVD    |
| Morbihan        | Nous la Bretagne - Ni Breizhiz, Centristes, Démocrates, Progressistes et Européens | Armelle Nicolas            |       | DVD    |
| Morbihan        | Bretagne centre gauche                                                             | Raymond Le Brazidec        |       | RE-TdP |
| Morbihan        | Hissons haut la Bretagne - Droite, Centre et Régionalistes                         | Patrick Le Diffon          |       | LR     |
| Morbihan        | Hissons haut la Bretagne - Droite, Centre et Régionalistes                         | Fabien Le Guernevé         |       | LR     |
| Morbihan        | Hissons haut la Bretagne - Droite, Centre et Régionalistes                         | Aurélie Martorell          |       | DVD    |
| Morbihan        | Rassemblement National                                                             | Florent de Kersauson       |       | RN     |
| Morbihan        | Rassemblement National                                                             | Aurélie Le Goff            |       | RN     |

### Exécutif régional

#### Président
Loïg Chesnais-Girard a été élu président du Conseil régional lors de la séance d'installation le 2 juillet 2021. Isabelle Le Callennec, cheffe de file des Républicains, Claire Desmares-Poirrier, cheffe de file d'Europe Écologie Les Verts et de l'Union démocratique bretonne ainsi que Gilles Pennelle, chef de file du Front national, étaient également candidats à la présidence, alors que la tête de liste de la majorité présidentielle Thierry Burlot n'avait pas postulé.
| Candidats      | Candidats                | Parti          | 1er tour | 2e tour | 3e tour |
| Candidats      | Candidats                | Parti          | Voix     | Voix    | Voix    |
| -------------- | ------------------------ | -------------- | -------- | ------- | ------- |
|                | Loïg Chesnais-Girard     | PS             | 40       | 40      | 40      |
|                | Isabelle Le Callennec    | LR             | 14       | 16      | 17      |
|                | Claire Desmares-Poirrier | EÉLV           | 12       | Retrait | Retrait |
|                | Gilles Pennelle          | RN             | 8        | Retrait | Retrait |
|                |                          |                |          |         |         |
| Inscrits       | Inscrits                 | Inscrits       | 83       | 83      | 83      |
| Votants        | Votants                  | Votants        | 83       | 83      | 83      |
| Blancs et nuls | Blancs et nuls           | Blancs et nuls | 9        | 27      | 26      |
| Exprimés       | Exprimés                 | Exprimés       | 74       | 56      | 57      |

#### Vice-présidents
Outre la présidence, l'exécutif comporte 13 vice-présidences. Il est remanié le 24 février 2025 et le nombre de vice-présidences passe alors de 13 à 15. À l'heure actuelle, la composition de l'exécutif régional est la suivante, :
| Ordre                   | Identité          | Identité | Étiquette       | Dép.                                                                    | Charges                |
| ----------------------- | ----------------- | -------- | --------------- | ----------------------------------------------------------------------- | ---------------------- |
| 1er                     | Michaël Quernez   |          | PS              | Finistère                                                               | Climat et mobilités    |
|                         | Isabelle Pellerin |          | PS              | Ille-et-Vilaine                                                         | Lycées et vie lycéenne |
| Arnaud Lécuyer          |                   | PS       | Côtes-d'Armor   | Agriculture et agroalimentaire                                          |                        |
| Laurence Fortin         |                   | DVC      | Finistère       | Économie, industrie, innovation et stratégie foncière                   |                        |
| Stéphane Perrin-Sarzier |                   | DVG      | Ille-et-Vilaine | Finances, ressources humaines, moyens généraux, Europe et international |                        |
| Anne Gallo-Kerleau      |                   | DVG      | Morbihan        | Tourisme, nautisme, patrimoine et canaux                                |                        |
| Pierre Pouliquen        |                   | PS       | Morbihan        | Jeunesse, égalité des droits, sport et vie associative                  |                        |
| Forough Dadkhah         |                   | PS       | Finistère       | Emploi, formation et orientation                                        |                        |
| Olivier David           |                   | DVG      | Ille-et-Vilaine | Vie étudiante, enseignement supérieur et recherche                      |                        |
| Delphine Alexandre      |                   | PCF      | Morbihan        | Eau et santé                                                            |                        |
| Daniel Cueff            |                   | ÉCO      | Ille-et-Vilaine | Mer et littoral                                                         |                        |
| Gaëlle Le Stradic       |                   | PS       | Morbihan        | Culture                                                                 |                        |
| Ronan Pichon            |                   | LÉ       | Finistère       | Biodiversité, planification écologique et déchets                       |                        |
| Kaourintine Hulaud      |                   | DVG      | Morbihan        | Langues, cercles et bagadoù                                             |                        |
| Olivier Allain          |                   | TdP      | Côtes-d'Armor   | Cohésion des territoires                                                |                        |

## Présidents du conseil régional

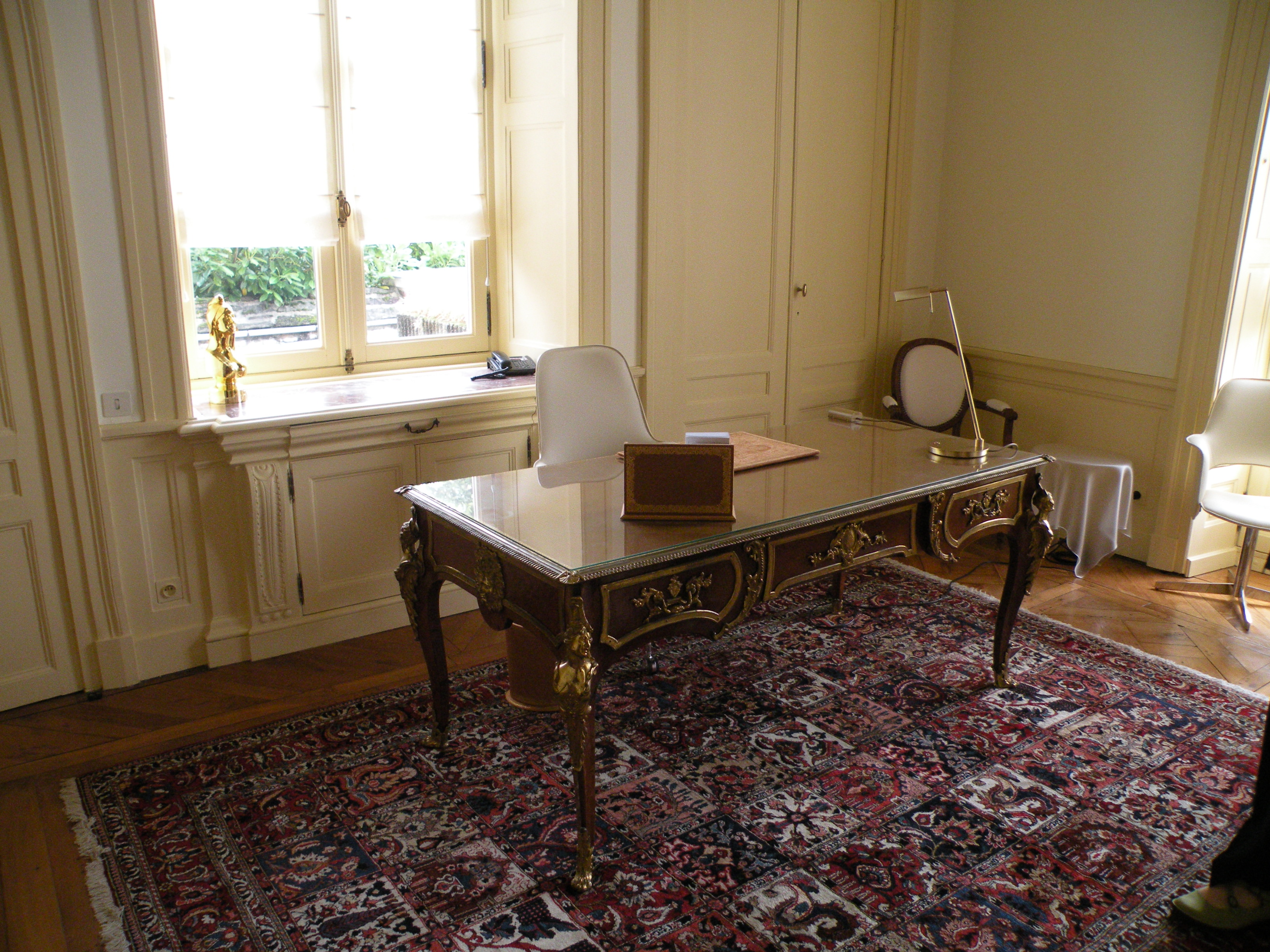
Le bureau du président du conseil régional dans l’Hôtel de Courcy.

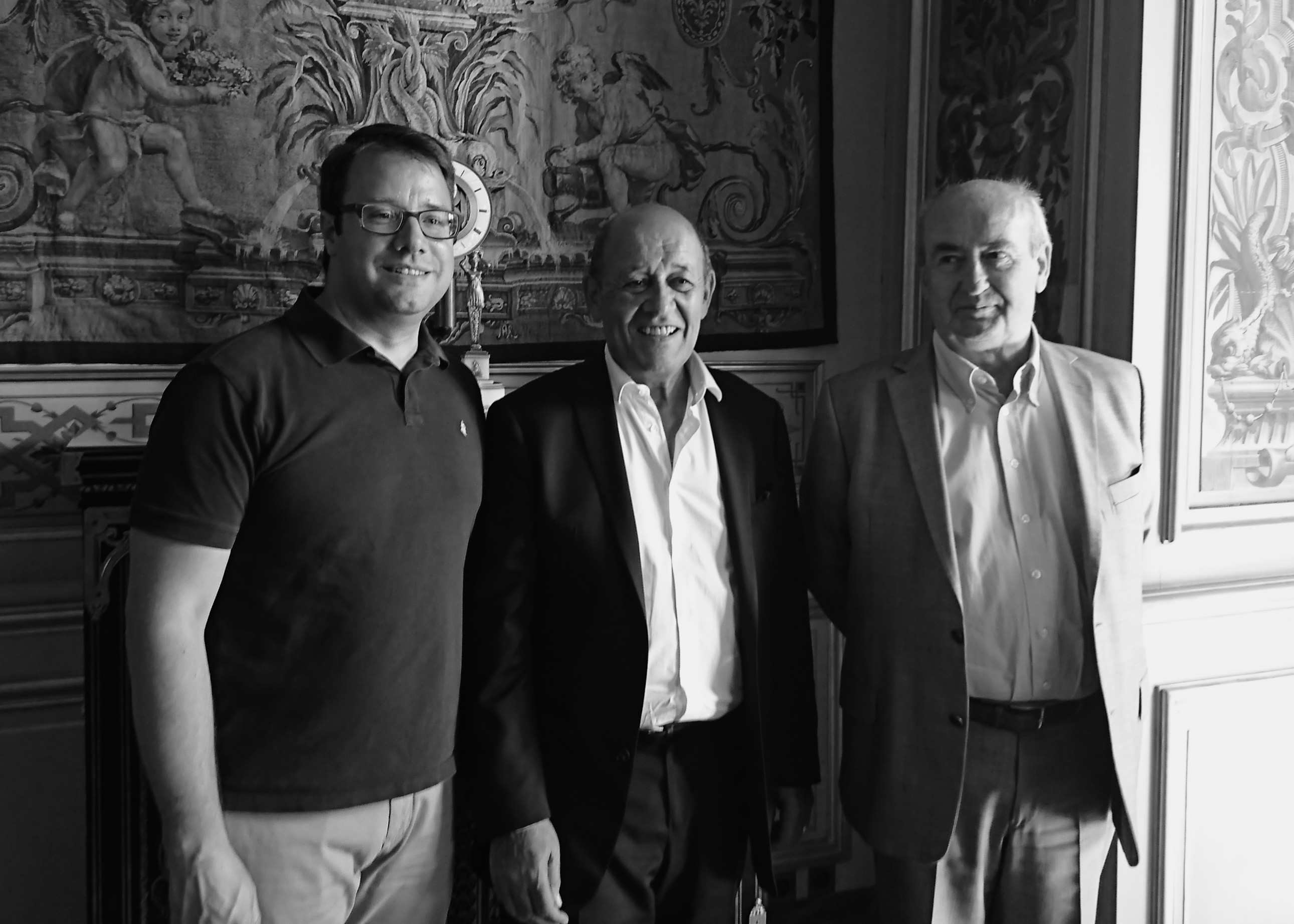
Loïg Chesnais-Girard, Jean-Yves Le Drian et Pierrick Massiot (en 2018).

| Président | Président            | Parti       | Mandat      | Qualité                                                                                             |
| --------- | -------------------- | ----------- | ----------- | --------------------------------------------------------------------------------------------------- |
|           | René Pleven          | CD          | 1974-1976   | Président de l’Établissement public régional                                                        |
|           | André Colin          | MRP         | 1976-1978   | Sénateur du Finistère Président du conseil général du Finistère                                     |
|           | Raymond Marcellin    | UDF         | 1978-1986   | Sénateur du Morbihan (→ 1981) Député du Morbihan (1981 →) Président du conseil général du Morbihan  |
|           | Yvon Bourges         | RPR         | 1986-1998   | Sénateur d’Ille-et-Vilaine Conseiller général du canton de Dinard (→ 1988) Maire de Dinard (→ 1989) |
|           | Josselin de Rohan    | UMP         | 1998-2004   | Sénateur du Morbihan Maire de Josselin (→ 2000)                                                     |
|           | Jean-Yves Le Drian   | PS          | 2004-2012   | Député du Morbihan (→ 2007)                                                                         |
|           | Pierrick Massiot     | PS          | 2012-2015   | |
|           | Jean-Yves Le Drian   | PS          | 2015-2017   | Ministre de la Défense (→ 2017) Ministre de l'Europe et des Affaires étrangères                     |
|           | Loïg Chesnais-Girard | PS puis DVG | depuis 2017 | Maire de Liffré (→ 2017)                                                                            |

## Anciens conseils régionaux
|        |       |
| 0 / 81 | (0 %) |
|        |       |

|        |       |
| 0 / 83 | (0 %) |
|        |       |

|        |         |
| 3 / 83 | (3,6 %) |
|        |         |

|        |       |
| 0 / 83 | (0 %) |
|        |       |

|        |       |
| 0 / 83 | (0 %) |
|        |       |

|        |       |
| 0 / 83 | (0 %) |
|        |       |

|        |       |
| 0 / 83 | (0 %) |
|        |       |

|         |        |
| 34 / 81 | (42 %) |
|         |        |

|         |          |
| 22 / 83 | (26,5 %) |
|         |          |

|         |        |
| 34 / 83 | (41 %) |
|         |        |

|         |          |
| 58 / 83 | (69,9 %) |
|         |          |

|         |          |
| 52 / 83 | (62,7 %) |
|         |          |

|         |          |
| 53 / 83 | (63,9 %) |
|         |          |

|         |          |
| 40 / 83 | (48,2 %) |
|         |          |

|         |          |
| 12 / 83 | (14,5 %) |
|         |          |

|         |          |
| 11 / 83 | (13,3 %) |
|         |          |

|        |       |
| 0 / 83 | (0 %) |
|        |       |

|         |          |
| 12 / 83 | (14,5 %) |
|         |          |

|        |       |
| 0 / 81 | (0 %) |
|        |       |

|        |       |
| 0 / 83 | (0 %) |
|        |       |

|        |       |
| 0 / 83 | (0 %) |
|        |       |

|        |       |
| 0 / 83 | (0 %) |
|        |       |

|        |       |
| 0 / 81 | (0 %) |
|        |       |

|        |       |
| 0 / 83 | (0 %) |
|        |       |

|        |       |
| 0 / 83 | (0 %) |
|        |       |

|        |       |
| 0 / 83 | (0 %) |
|        |       |

|        |       |
| 0 / 83 | (0 %) |
|        |       |

|        |       |
| 0 / 83 | (0 %) |
|        |       |

|        |          |
| 9 / 83 | (10,8 %) |
|        |          |

|         |          |
| 45 / 81 | (55,6 %) |
|         |          |

|         |          |
| 41 / 83 | (49,4 %) |
|         |          |

|         |        |
| 39 / 83 | (47 %) |
|         |        |

|         |          |
| 25 / 83 | (30,1 %) |
|         |          |

|         |          |
| 20 / 83 | (24,1 %) |
|         |          |

|         |          |
| 18 / 83 | (21,7 %) |
|         |          |

|         |          |
| 14 / 83 | (16,9 %) |
|         |          |

|        |         |
| 2 / 81 | (2,5 %) |
|        |         |

|        |         |
| 7 / 83 | (8,4 %) |
|        |         |

|        |         |
| 7 / 83 | (8,4 %) |
|        |         |

|        |       |
| 0 / 83 | (0 %) |
|        |       |

|        |       |
| 0 / 83 | (0 %) |
|        |       |

|         |          |
| 12 / 83 | (14,5 %) |
|         |          |

|        |         |
| 8 / 83 | (9,6 %) |
|        |         |

|        |       |
| 0 / 81 | (0 %) |
|        |       |

|        |         |
| 1 / 83 | (1,2 %) |
|        |         |

|        |       |
| 0 / 83 | (0 %) |
|        |       |

|        |       |
| 0 / 83 | (0 %) |
|        |       |

|        |       |
| 0 / 83 | (0 %) |
|        |       |

|        |       |
| 0 / 83 | (0 %) |
|        |       |

|        |       |
| 0 / 83 | (0 %) |
|        |       |

### De 1986 à 1992
- PCF: 4 seats
- PS: 30 seats
- DVD: 4 seats
- UDF: 24 seats
- CNIP: 1 seat
- RPR: 16 seats
- FN: 2 seats

La majorité au conseil régional est de droite.
Les 81 sièges sont répartis ainsi :
- 30 conseillers pour le PS
- 4 conseillers pour le PCF
- 41 conseillers pour le RPR et l'UDF
- 4 conseillers divers droite
- 2 conseillers pour le FN

### De 1992 à 1998
Président du conseil régional: Yvon Bourges (RPR)
La majorité au conseil régional est de droite.
Les 79 sièges sont répartis ainsi :
- 19 conseillers pour le PS, le MRG et divers gauche
- 3 conseillers pour le PCF
- 6 conseillers pour Les Verts
- 6 conseillers pour Génération écologie
- 37 conseillers pour le RPR, l'UDF et divers droite
- 1 conseiller pour CPNT
- 7 conseillers pour le FN

### De 1998 à 2004
Président du conseil régional: Josselin de Rohan (RPR/UMP)
La majorité au conseil régional est de droite.
Les 83 sièges sont répartis ainsi :
- 25 conseillers pour le PS, le PRG et divers gauche
- 6 conseillers pour le PCF
- 3 conseillers pour Les Verts
- 3 conseillers pour LO, la LCR et CAP
- 1 conseiller pour Génération écologie
- 20 conseillers pour le RPR et divers droite
- 17 conseillers pour l'UDF
- 1 conseiller pour CPNT
- 7 conseillers pour le FN

| Ordre                  | Identité         | Identité | Étiquette       | Dép.                                                                           | Charges                                      |
| ---------------------- | ---------------- | -------- | --------------- | ------------------------------------------------------------------------------ | -------------------------------------------- |
| 1er                    | Ambroise Guellec |          | UDF             | Finistère                                                                      | Aménagement du territoire et infrastructures |
|                        | Yvon Bonnot      |          | UDF             | Côtes-d'Armor                                                                  | Tourisme                                     |
| Auguste Génovèse       |                  | DVD      | Ille-et-Vilaine | Développement industriel                                                       |                                              |
| Gérard Pourchet        |                  | UDF      | Ille-et-Vilaine | Formation professionnelle et continue, apprentissage et enseignement supérieur |                                              |
| Hélène Tanguy          |                  | RPR      | Finistère       | Lycées et formation initiale                                                   |                                              |
| Jean Hélias            |                  | RPR      | Côtes-d'Armor   | Agriculture, agroalimentaire et coopération européenne                         |                                              |
| Marie-Thérèse Boisseau |                  | UDF      | Ille-et-Vilaine | Finances                                                                       |                                              |
| Yvon Jacob             |                  | RPR      | Ille-et-Vilaine | Plan et développement économique                                               |                                              |
| Paul Anselin           |                  | DVD      | Morbihan        | Internationalisation de la Bretagne                                            |                                              |
| Dominique Yvon         |                  | RPR      | Morbihan        | Affaires maritimes et pêche                                                    |                                              |
| Gabriel Lopez          |                  | CPNT     | Côtes-d'Armor   | Environnement, développement rural, urbanisme et logement                      |                                              |
| Bernard de Cadenet     |                  | DVD      | Finistère       | Aménagement de la pointe occidentale de la Bretagne, patrimoine et sport       |                                              |
| Jean-Yves Cozan        |                  | UDF      | Finistère       | Culture et identité bretonne                                                   |                                              |

### De 2004 à 2010
Président du conseil régional: Jean-Yves Le Drian (PS)
La majorité au conseil régional est de gauche.
| Liste                                                                             | Parti         | Sièges  | Statut     |
| --------------------------------------------------------------------------------- | ------------- | ------- | ---------- |
| « Bretagne à gauche, Bretagne pour tous » Liste menée par Jean-Yves Le Drian (PS) | PS            | 40 / 83 | Majorité   |
| « Bretagne à gauche, Bretagne pour tous » Liste menée par Jean-Yves Le Drian (PS) | PRG           | 40 / 83 | Majorité   |
| « Bretagne à gauche, Bretagne pour tous » Liste menée par Jean-Yves Le Drian (PS) | Divers gauche | 40 / 83 | Majorité   |
| « Bretagne à gauche, Bretagne pour tous » Liste menée par Jean-Yves Le Drian (PS) | PCF           | 7 / 83  | Majorité   |
| « Bretagne à gauche, Bretagne pour tous » Liste menée par Jean-Yves Le Drian (PS) | Les Verts     | 7 / 83  | Majorité   |
| « Bretagne à gauche, Bretagne pour tous » Liste menée par Jean-Yves Le Drian (PS) | UDB           | 4 / 83  | Majorité   |
| « L'union pour gagner » Liste menée par Josselin de Rohan (UMP)                   | UMP           | 17 / 83 | Opposition |
| « L'union pour gagner » Liste menée par Josselin de Rohan (UMP)                   | UDF           | 8 / 83  | Opposition |

Pour la première fois depuis 2002, et l'accession du Front National au second tour de l'élection présidentielle, les Français sont appelés aux urnes. Le sénateur Josselin de Rohan, président sortant du Conseil régional est candidat à un nouveau mandat. La droite se présente dans un contexte national difficile, le Président Jacques Chirac et le Premier ministre sont fortement impopulaires depuis plusieurs mois,. Le socialiste Jean-Yves Le Drian, député du Morbihan et ancien maire de Lorient, mène une liste d'Union de la gauche pour le second tour (PS, PRG, Les Verts, PCF et UDB) pour tenter de ravir à la droite cette région qu'elle gère, avec le Centre, depuis sa création.
L'élection régionale de 2004 marque notamment l'introduction d'un prime assurant la majorité des sièges à la liste arrivée en tête. Arrivé largement en tête au second tour avec 58,78 % des voix, Jean-Yves Le Drian est élu président du Conseil régional de Bretagne. Lors de cette élection, la gauche remporte 24 des 26 régions françaises.
| Ordre | Identité              | Identité | Étiquette | Dép.            | Charges                                                            |
| ----- | --------------------- | -------- | --------- | --------------- | ------------------------------------------------------------------ |
| 1re   | Marylise Lebranchu    |          | PS        | Finistère       | Politique territoriale et développement de la démocratie régionale |
| 2e    | Michel Morin          |          | PS        | Côtes-d'Armor   | Formation initiale, formation professionnelle et apprentissage     |
| 3e    | Sylvie Robert         |          | PS        | Ille-et-Vilaine | Culture                                                            |
| 4e    | Gérard Lahellec       |          | PCF       | Côtes-d'Armor   | Politique d'infrastructure et transports                           |
| 5e    | Pascale Loget         |          | LV        | Ille-et-Vilaine | Agenda 21                                                          |
| 6e    | Marc Labbey           |          | PS        | Finistère       | Emploi et développement économique                                 |
| 7e    | Odette Herviaux       |          | PS        | Morbihan        | Agriculture, qualité agroalimentaire et consommation               |
| 8e    | Christian Guyonvarc'h |          | UDB       | Morbihan        | Affaires européennes et internationales                            |
| 9e    | Jeanne Larue          |          | PRG       | Ille-et-Vilaine | Affaires générales                                                 |
| 10e   | André Lespagnol       |          | DVG       | Ille-et-Vilaine | Enseignement supérieur, recherche et innovation                    |
| 11e   | Janick Moriceau       |          | LV        | Finistère       | Mer                                                                |
| 12e   | Daniel Gilles         |          | PCF       | Morbihan        | Sport                                                              |
| 13e   | Georgette Bréard      |          | PS        | Côtes-d'Armor   | Tourisme et patrimoine                                             |
| 14e   | Gérard Mével          |          | PS        | Finistère       | Qualité de vie, eau, espaces naturels et paysages                  |
| 15e   | Gaëlle Abily          |          | PCF       | Finistère       | Égalité professionnelle et qualité de l'emploi                     |

### De 2010 à 2015
Président du conseil régional: Jean-Yves Le Drian (PS) de 2010 à 2012 puis Pierrick Massiot (PS) de 2012 à 2015.
La majorité au conseil régional est de gauche.
| Liste                                                                                      | Parti         | Sièges  | Statut     |
| ------------------------------------------------------------------------------------------ | ------------- | ------- | ---------- |
| « La Bretagne solidaire, créative et responsable » Liste menée par Jean-Yves Le Drian (PS) | PS            | 40 / 83 | Majorité   |
| « La Bretagne solidaire, créative et responsable » Liste menée par Jean-Yves Le Drian (PS) | PRG           | 40 / 83 | Majorité   |
| « La Bretagne solidaire, créative et responsable » Liste menée par Jean-Yves Le Drian (PS) | Divers gauche | 40 / 83 | Majorité   |
| « La Bretagne solidaire, créative et responsable » Liste menée par Jean-Yves Le Drian (PS) | BÉ            | 6 / 83  | Majorité   |
| « La Bretagne solidaire, créative et responsable » Liste menée par Jean-Yves Le Drian (PS) | PCF           | 6 / 83  | Majorité   |
| « Europe Écologie Bretagne » Liste menée par Guy Hascoët (Les Verts)                       | UDB           | 4 / 83  | Opposition |
| « Europe Écologie Bretagne » Liste menée par Guy Hascoët (Les Verts)                       | EÉ            | 7 / 83  | Opposition |
| « Ensemble, dessinons la Bretagne » Liste menée par Bernadette Malgorn (UMP)               | UMP           | 19 / 83 | Opposition |
| « Ensemble, dessinons la Bretagne » Liste menée par Bernadette Malgorn (UMP)               | Divers droite | 19 / 83 | Opposition |
| « Ensemble, dessinons la Bretagne » Liste menée par Bernadette Malgorn (UMP)               | NC            | 1 / 83  | Opposition |

Lors des élections de 2010, la Bretagne est la seule région où les listes socialiste et écologiste n'ont pas fusionné alors qu'elles en avaient la possibilité. Malgré l'accord national, Jean-Yves Le Drian a en effet refusé de répondre aux exigences de l'alliance Europe Écologie-Union démocratique bretonne (UDB) notamment en ce qui concerne le nombre de sièges dans la future assemblée. Jean-Yves Le Drian avait déjà fait alliance avec des conseillers régionaux verts dissidents (Bretagne Écologie) pour le premier tour. Le second tour a donc opposé deux listes de gauche et celle de la majorité présidentielle. Cette triangulaire n'a pas empêché Le Drian d'être confortablement réélu avec 52 sièges sur 83. Durant la campagne le leader écologiste Guy Hascoët s'est dit prêt à une « opposition constructive ».
En raison de sa nomination dans le gouvernement Ayrault I (puis dans le gouvernement Ayrault II après la victoire du PS aux élections législatives de 2012), Jean-Yves Le Drian annonce son intention de démissionner de la présidence du Conseil Régional de Bretagne. Sa démission intervient le 29 juin 2012, Jean-Yves Le Drian reste néanmoins conseiller régional de Bretagne. Pierrick Massiot est élu président du Conseil Régional lors d'une session extraordinaire le 10 juillet 2012. À cette occasion, l'UDB choisit de réintégrer la majorité régionale (passant ainsi de 52 à 56 sièges sur 83), le groupe écologiste restant en revanche dans l'opposition.

### De 2015 à 2021
Pressenti depuis plusieurs mois, le ministre de la Défense et ancien président du Conseil régional de Bretagne, Jean-Yves Le Drian annonce sa candidature pour un troisième mandat le 16 octobre 2015. Il affronte notamment Marc Le Fur, député des Côtes-d'Armor, pour Les Républicains, Gilles Pennelle pour le Front national et Christian Troadec pour les régionalistes-UDB. Au premier tour, le PCF et l'UDB, pourtant membres de la majorité de gauche sortante choisissent de présenter leurs propres listes, les écologistes déjà en partie dans l'opposition régionale, également. La liste de Marc Le Fur est quant à elle soutenue par le MoDem et l'UDI. Il perd le soutien de cette dernière à la suite d'un désaccord sur les listes départementales
Dès l'annonce de la candidature de Le Drian, la question du cumul des fonctions de ministre de la Défense et président de Conseil régional se pose. Durant sa campagne présidentielle, François Hollande s'était engagé à ce que les ministres de son futur gouvernement ne cumulent pas leur portefeuille avec une fonction exécutive locale. Dans un premier temps, il est annoncé que Le Drian restera ministre le temps de la campagne. Les attentats du 13 novembre 2015 à Paris changent la donne, François Hollande ayant demandé à Jean-Yves Le Drian de demeurer ministre le temps nécessaire en raison notamment de l'état d'urgence et la guerre contre le groupe terroriste État islamique.
Largement en tête au premier tour, avec 34,92 % des voix, Jean-Yves Le Drian distance la liste de Marc Le Fur et celle de Gilles Pennelle qu'il affrontera au second tour dans une triangulaire. Comme en 2010, Le Drian refuse la fusion avec la liste écologiste en raison, selon lui, du nombre de sièges demandé trop important par rapport à la représentativité de la liste au premier tour. La Bretagne est la seule région de France où les socialistes et écologistes n'ont pas fusionné leurs listes alors qu'ils en avaient la possibilité. Soutenue par le PS et le PRG, la liste de Le Drian compte néanmoins des dissidents communistes et régionalistes. Les résultats du second tour marquent un nette victoire de la liste socialiste avec 51,41 % des voix contre 29,72 % pour la liste de droite et 18,87 % pour le Front national.
Le 2 juin 2017, Jean-Yves Le Drian, nommé Ministre de l'Europe et des Affaires étrangères dans le gouvernement d'Édouard Philippe, démissionne de sa fonction de président du Conseil régional afin de respecter la consigne édictée par le Premier ministre et le président Emmanuel Macron. Le groupe majoritaire désigne son 1er vice-président, Loïg Chesnais-Girard, qui est élu président le 22 juin 2017. Jean-Yves Le Drian demeure simple conseiller régional.
Le 25 septembre 2017, le groupe des Socialistes et apparentés du conseil région de Bretagne annonce la nomination de Loïg Chesnais-Girard à la tête du groupe et un changement de nom pour devenir l'Alliance progressiste des socialistes et démocrates de Bretagne. Elle rassemble les partis politiques de gauche, centre gauche et centre La République en marche (LREM), le Parti socialiste (PS) et Bretagne Écologie (BÉ).

### Composition de l'assemblée de 2015 à 2021

#### Composition par listes
Les 83 conseillers régionaux élus en 2015 se répartissent ainsi :
- Liste « Pour la Bretagne avec Jean-Yves Le Drian » menée par Jean-Yves Le Drian (PS - PRG) : 53 conseillers
- Liste « Le choix de la Bretagne » menée par Marc Le Fur (LR - MoDem) : 18 conseillers
- Liste « Front national » menée par Gilles Pennelle (FN) : 12 conseillers

#### Groupes politiques
| Nom du groupe                                                   | Partis représentés | Élus    | Statut     |
| --------------------------------------------------------------- | ------------------ | ------- | ---------- |
| Alliance progressiste des socialistes et démocrates de Bretagne | PS                 | 26 / 83 | Majorité   |
| Alliance progressiste des socialistes et démocrates de Bretagne | DVG                | 7 / 83  | Majorité   |
| Alliance progressiste des socialistes et démocrates de Bretagne | ex-BÉ              | 1 / 83  | Majorité   |
| Bremañ - La Bretagne en marche                                  | LREM               | 9 / 83  | Majorité   |
| Communistes et progressistes                                    | PCF                | 2 / 83  | Majorité   |
| Communistes et progressistes                                    | DVG                | 2 / 83  | Majorité   |
| Groupe radical, social et européen                              | PRV                | 2 / 83  | Majorité   |
| Groupe radical, social et européen                              | DVG                | 1 / 83  | Majorité   |
| Régionalistes                                                   | ex-UDB             | 3 / 83  | Majorité   |
| Droite, centre et régionalistes                                 | LR                 | 11 / 83 | Opposition |
| Droite, centre et régionalistes                                 | UDI                | 1 / 83  | Opposition |
| Droite, centre et régionalistes                                 | MoDem              | 1 / 83  | Opposition |
| Droite, centre et régionalistes                                 | DVD                | 1 / 83  | Opposition |
| Rassemblement national                                          | RN                 | 10 / 83 | Opposition |
| Bretagne unie, centristes, démocrates et régionalistes          | UDI                | 2 / 83  | Opposition |
| Bretagne unie, centristes, démocrates et régionalistes          | LR                 | 1 / 83  | Opposition |
| Bretagne unie, centristes, démocrates et régionalistes          | MoDem              | 1 / 83  | Opposition |
| Non inscrits                                                    | -                  | 2 / 83  | Opposition |

#### Liste des conseillers régionaux de 2015 à 2021
| Département     | Groupe                                                          | Nom                        | Parti | Parti             |
| --------------- | --------------------------------------------------------------- | -------------------------- | ----- | ----------------- |
| Côtes-d'Armor   | Communistes et progressistes                                    | Gérard Lahellec            |       | PCF               |
| Côtes-d'Armor   | Communistes et progressistes                                    | Gaby Cadiou                |       | App PCF           |
| Côtes-d'Armor   | Alliance progressiste des socialistes et démocrates de Bretagne | Georgette Bréard           |       | PS                |
| Côtes-d'Armor   | Alliance progressiste des socialistes et démocrates de Bretagne | Gaëlle Nique               |       | PS                |
| Côtes-d'Armor   | Alliance progressiste des socialistes et démocrates de Bretagne | Thierry Burlot             |       | ex-PS             |
| Côtes-d'Armor   | Alliance progressiste des socialistes et démocrates de Bretagne | Dominique Ramard           |       | Écolo.            |
| Côtes-d'Armor   | Alliance progressiste des socialistes et démocrates de Bretagne | Philippe Hercouët          |       | PS                |
| Côtes-d'Armor   | Alliance progressiste des socialistes et démocrates de Bretagne | Fanny Chappé               |       | PS                |
| Côtes-d'Armor   | Radicaux de gauche et apparentés                                | Sylvie Argat-Bouriot       |       | PRG               |
| Côtes-d'Armor   | Bremañ - Bretagne en marche                                     | Olivier Allain             |       | PS puis LREM      |
| Côtes-d'Armor   | Droite, centre et régionalistes                                 | Sylvie Guignard            |       | UDI               |
| Côtes-d'Armor   | Droite, centre et régionalistes                                 | Marc Le Fur                |       | LR                |
| Côtes-d'Armor   | Droite, centre et régionalistes                                 | Stéphane de Sallier Dupin  |       | LR                |
| Côtes-d'Armor   | Droite, centre et régionalistes                                 | Martine Tison              |       | LR                |
| Côtes-d'Armor   | Rassemblement national                                          | Gérard de Mellon           |       | RN                |
| Côtes-d'Armor   | Non inscrite                                                    | Catherine Blein            |       | ex-RN             |
| Finistère       | Communistes et progressistes                                    | Gaëlle Vigouroux           |       | App PCF           |
| Finistère       | Régionalistes                                                   | Mona Bras                  |       | UDB               |
| Finistère       | Alliance progressiste des socialistes et démocrates de Bretagne | Emmanuelle Rasseneur       |       | PS                |
| Finistère       | Alliance progressiste des socialistes et démocrates de Bretagne | Gaël Le Meur               |       | PS                |
| Finistère       | Alliance progressiste des socialistes et démocrates de Bretagne | Gwenegan Bui               |       | PS                |
| Finistère       | Alliance progressiste des socialistes et démocrates de Bretagne | Laurence Fortin            |       | PS                |
| Finistère       | Alliance progressiste des socialistes et démocrates de Bretagne | Roland Jourdain            |       | DVG               |
| Finistère       | Alliance progressiste des socialistes et démocrates de Bretagne | Forough Salami-Dadkhah     |       | PS                |
| Finistère       | Alliance progressiste des socialistes et démocrates de Bretagne | Sylvaine Vulpiani          |       | PS                |
| Finistère       | Alliance progressiste des socialistes et démocrates de Bretagne | Olivier Le Bras            |       | DVG               |
| Finistère       | Radicaux de gauche et apparentés                                | Alain Le Quellec           |       | DVG               |
| Finistère       | Bremañ - Bretagne en marche                                     | Marc Coatanéa              |       | PS puis LREM      |
| Finistère       | Bremañ - Bretagne en marche                                     | Karim Ghachem              |       | PS puis LREM      |
| Finistère       | Bremañ - Bretagne en marche                                     | Pierre Karleskind          |       | PS puis LREM      |
| Finistère       | Bremañ - Bretagne en marche                                     | Richard Ferrand            |       | PS puis LREM      |
| Finistère       | Bretagne unie, centristes, démocrates et régionalistes          | Isabelle Le Bal            |       | MoDem             |
| Finistère       | Droite, centre et régionalistes                                 | Gaëlle Nicolas             |       | LR                |
| Finistère       | Droite, centre et régionalistes                                 | Stéphane Roudault          |       | LR puis DVD       |
| Finistère       | Droite, centre et régionalistes                                 | Bruno Quillivic            |       | LR                |
| Finistère       | Droite, centre et régionalistes                                 | Agnès Le Brun              |       | LR                |
| Finistère       | Rassemblement national                                          | Patrick Le Fur             |       | RN                |
| Finistère       | Rassemblement national                                          | Renée Thomaïdis            |       | RN                |
| Finistère       | Rassemblement national                                          | Philippe Miailhes          |       | RN                |
| Ille-et-Vilaine | Communistes et progressistes                                    | Éric Berroche              |       | PCF               |
| Ille-et-Vilaine | Régionalistes                                                   | Lena Louarn                |       | Rég.              |
| Ille-et-Vilaine | Alliance progressiste des socialistes et démocrates de Bretagne | Loïg Chesnais-Girard       |       | PS                |
| Ille-et-Vilaine | Alliance progressiste des socialistes et démocrates de Bretagne | Sébastien Sémeril          |       | PS                |
| Ille-et-Vilaine | Alliance progressiste des socialistes et démocrates de Bretagne | Claudia Rouaux             |       | PS                |
| Ille-et-Vilaine | Alliance progressiste des socialistes et démocrates de Bretagne | Évelyne Gautier-Le Bail    |       | PS                |
| Ille-et-Vilaine | Alliance progressiste des socialistes et démocrates de Bretagne | Martin Meyrier             |       | PS                |
| Ille-et-Vilaine | Alliance progressiste des socialistes et démocrates de Bretagne | André Crocq                |       | DVG               |
| Ille-et-Vilaine | Alliance progressiste des socialistes et démocrates de Bretagne | Isabelle Pellerin          |       | PS                |
| Ille-et-Vilaine | Alliance progressiste des socialistes et démocrates de Bretagne | Bernard Pouliquen          |       | DVG               |
| Ille-et-Vilaine | Alliance progressiste des socialistes et démocrates de Bretagne | Catherine Saint-James      |       | DVG               |
| Ille-et-Vilaine | Alliance progressiste des socialistes et démocrates de Bretagne | Hervé Utard                |       | PS                |
| Ille-et-Vilaine | Alliance progressiste des socialistes et démocrates de Bretagne | Laurence Duffaud           |       | PS                |
| Ille-et-Vilaine | Radicaux de gauche et apparentés                                | Stéphane Perrin            |       | PRG               |
| Ille-et-Vilaine | Bremañ - Bretagne en marche                                     | Anne Patault               |       | PS puis LREM      |
| Ille-et-Vilaine | Bremañ - Bretagne en marche                                     | Hind Saoud                 |       | PS puis LREM      |
| Ille-et-Vilaine | Bretagne unie, centristes, démocrates et régionalistes          | Delphine David             |       | LR                |
| Ille-et-Vilaine | Bretagne unie, centristes, démocrates et régionalistes          | Bernard Marboeuf           |       | UDI               |
| Ille-et-Vilaine | Bretagne unie, centristes, démocrates et régionalistes          | Pierre Breteau             |       | UDI               |
| Ille-et-Vilaine | Droite, centre et régionalistes                                 | Bertrand Plouvier          |       | LR                |
| Ille-et-Vilaine | Droite, centre et régionalistes                                 | Claire Guinemer            |       | LR                |
| Ille-et-Vilaine | Rassemblement national                                          | Gilles Pennelle            |       | RN                |
| Ille-et-Vilaine | Rassemblement national                                          | Virginie d'Orsanne         |       | RN                |
| Ille-et-Vilaine | Rassemblement national                                          | Émeric Salmon              |       | RN                |
| Ille-et-Vilaine | Rassemblement national                                          | Anne Vaneecloo             |       | RN                |
| Morbihan        | Régionalistes                                                   | Paul Molac                 |       | Rég.              |
| Morbihan        | Alliance progressiste des socialistes et démocrates de Bretagne | Anne Gallo                 |       | DVG               |
| Morbihan        | Alliance progressiste des socialistes et démocrates de Bretagne | Gaël Le Saout              |       | PS                |
| Morbihan        | Alliance progressiste des socialistes et démocrates de Bretagne | Jean-Michel Le Boulanger   |       | PS                |
| Morbihan        | Alliance progressiste des socialistes et démocrates de Bretagne | Kaourintine Hulaud         |       | DVG               |
| Morbihan        | Alliance progressiste des socialistes et démocrates de Bretagne | Pierre Pouliquen           |       | PS                |
| Morbihan        | Alliance progressiste des socialistes et démocrates de Bretagne | Maxime Picard              |       | PS                |
| Morbihan        | Alliance progressiste des socialistes et démocrates de Bretagne | Anne Troalen               |       | PS                |
| Morbihan        | Alliance progressiste des socialistes et démocrates de Bretagne | Élisabeth Jouneaux-Pedrono |       | PS                |
| Morbihan        | Alliance progressiste des socialistes et démocrates de Bretagne | Jean-Yves Le Drian         |       | PS, LREM puis TdP |
| Morbihan        | Bremañ - Bretagne en marche                                     | Raymond Le Brazidec        |       | DVG puis LREM     |
| Morbihan        | Bremañ - Bretagne en marche                                     | Nicole Le Peih             |       | PS puis LREM      |
| Morbihan        | Droite, centre et régionalistes                                 | David Robo                 |       | LR puis DVD       |
| Morbihan        | Droite, centre et régionalistes                                 | Christine Le Strat         |       | MoDem             |
| Morbihan        | Droite, centre et régionalistes                                 | Patrick Le Diffon          |       | LR                |
| Morbihan        | Droite, centre et régionalistes                                 | Anne-Maud Goujon           |       | LR                |
| Morbihan        | Non inscrit                                                     | Bertrand Iragne            |       | LP                |
| Morbihan        | Rassemblement national                                          | Agnès Richard              |       | RN                |
| Morbihan        | Rassemblement national                                          | Christian Lechevalier      |       | RN                |

### Exécutif régional

#### Président
Jean-Yves Le Drian a été élu président du Conseil régional lors de la séance d'installation le 18 décembre 2015. Gilles Pennelle, chef de file du Front national, était également candidat à la présidence, alors que la tête de liste de la droite Marc Le Fur n'avait pas postulé.
| Candidat       | Candidat           | Parti          | Voix |
| -------------- | ------------------ | -------------- | ---- |
|                | Jean-Yves Le Drian | PS             | 53   |
|                | Gilles Pennelle    | FN             | 12   |
|                |                    |                |      |
| Inscrits       | Inscrits           | Inscrits       | 83   |
| Abstention     | Abstention         | Abstention     | 0    |
| Votants        | Votants            | Votants        | 83   |
| Blancs et nuls | Blancs et nuls     | Blancs et nuls | 18   |
| Exprimés       | Exprimés           | Exprimés       | 83   |

Le 2 juin 2017, Jean-Yves Le Drian, récemment nommé Ministre de l'Europe et des Affaires étrangères dans le gouvernement d'Édouard Philippe, démissionne de sa fonction de président du Conseil régional afin de respecter la consigne édictée par le Premier ministre et le président Emmanuel Macron. Le groupe majoritaire désigne son 1er vice-président, Loïg Chesnais-Girard, qui est élu président le 22 juin 2017. Jean-Yves Le Drian demeure simple conseiller régional.
| Candidat       | Candidat             | Parti          | Voix |
| -------------- | -------------------- | -------------- | ---- |
|                | Loïg Chesnais-Girard | PS             | 53   |
|                |                      |                |      |
| Inscrits       | Inscrits             | Inscrits       | 83   |
| Abstention     | Abstention           | Abstention     | 30   |
| Votants        | Votants              | Votants        | 53   |
| Blancs et nuls | Blancs et nuls       | Blancs et nuls | 0    |
| Exprimés       | Exprimés             | Exprimés       | 53   |

#### Vice-présidents
Outre le président, l'exécutif comportait 14 vice-présidences.
| N°                  | Conseiller régional | Conseiller régional      | Parti | Délégation                                                                        | Département d'élection |
| ------------------- | ------------------- | ------------------------ | ----- | --------------------------------------------------------------------------------- | ---------------------- |
| 1re vice-présidence |                     | Jean-Michel Le Boulanger | PS    | chargé de la culture et de la démocratie régionale                                | Morbihan               |
| 2e vice-présidence  |                     | Georgette Bréard         | PS    | chargée de la formation, de l'apprentissage et de l'orientation                   | Côtes-d'Armor          |
| 3e vice-présidence  |                     | Gérard Lahellec          | PCF   | chargé des transports et des mobilités en Bretagne                                | Côtes-d'Armor          |
| 4e vice-présidence  |                     | Forough Salami-Dadkhah   | PS    | chargée de l'Europe et de l'International                                         | Finistère              |
| 5e vice-présidence  |                     | Olivier Allain           | LREM  | chargé de l’agriculture et de l'agroalimentaire                                   | Côtes-d'Armor          |
| 6e vice-présidence  |                     | Lena Louarn              | Rég.  | chargée des langues de Bretagne                                                   | Ille-et-Vilaine        |
| 7e vice-présidence  |                     | Laurence Fortin          | PS    | chargée de l'aménagement territorial                                              | Finistère              |
| 8e vice-présidence  |                     | Thierry Burlot           | PS    | chargé de l'environnement, de l'eau, de la biodiversité et du climat              | Côtes-d'Armor          |
| 9e vice-présidence  |                     | Isabelle Pellerin        | PS    | chargée des lycées                                                                | Ille-et-Vilaine        |
| 10e vice-présidence |                     | Bernard Pouliquen        | DVG   | chargé de l'enseignement supérieur, de la recherche et de la transition numérique | Ille-et-Vilaine        |
| 11e vice-présidence |                     | Anne Gallo               | DVG   | chargée du tourisme, du patrimoine et des voies navigables                        | Morbihan               |
| 12e vice-présidence |                     | Pierre Pouliquen         | PS    | chargé des sports et de la jeunesse                                               | Morbihan               |
| 13e vice-présidence |                     | Anne Patault             | LREM  | chargée de l'égalité, de l'innovation sociale et de la vie associative            | Ille-et-Vilaine        |
| 14e vice-présidence |                     | Martin Meyrier           | PS    | chargé de l'économie, de l'innovation, de l'artisanat et des travaux publics      | Ille-et-Vilaine        |

## Identité visuelle
| Logo | Commentaire |
| ---- | --- |
|      | Logo du Conseil régional de Bretagne de 1988 à 2005. |
|      | Logo du Conseil régional de Bretagne : le vert de l'Argoat, le bleu de l'Armor et l'hermine, présente sur le blason et le drapeau breton, qui semble en mouvement et prend la forme du territoire régional. Il peut également être décliné en monochrome dans les couleurs du nuancier de la Charte graphique de la Région. Il existe également en langue bretonne et en gallo. |
|      | Nouveau logo depuis 2016. Il est désormais décliné en version monochrome dans l'une des couleurs de la charte graphique de la Région Bretagne. |